# Otto Schüssler
Otto Schüssler (* 8. August 1905 in Leipzig; † 1982 in Mexiko; Alternativnamen: Oskar Fischer, Julián Suárez) war ein deutscher Trotzkist.
1928 gründete Schüssler gemeinsam mit Erwin Heinz Ackerknecht und anderen die Gruppe Bolschewistische Einheit. Schüssler galt als einer der wichtigsten Vertrauten Leo Trotzkis, war dessen Sekretär und begleitete ihn von 1932, als er ihn erstmals auf Büyükada traf, bis zu dessen Ermordung am 20. August 1940. Bei der Gründung der Vierten Internationalen am 3. September 1938 in Paris trat er als deutscher Delegierter auf. Schüssler brach während des Weltkrieges mit der Vierten Internationalen. Nach der „Machtergreifung“ der Nationalsozialisten besuchte Schüssler Deutschland, entschied sich aber nach einigen Treffen mit deutschen Trotzkisten zur Ausreise nach Prag.
Schüssler war Mitglied des Pariser Auslandskomitees der Internationalen Kommunisten Deutschlands (IKD); in dieser Funktion war er auch Mitarbeiter der IKD-Zeitung Unser Wort.

## Werke
- Leninismus gegen Stalinismus, 1933, Prag: Deutsche Sektion d. Internat. Linken Opposition (Bolschewiki-Leninisten). (als Oskar Fischer)